# Peter Blok
Peter Blok (L'Aia, 7 aprile 1960) è un attore e doppiatore olandese.

## Biografia
Blok ha recitato in diversi teatri e compagnie teatrali, tra cui il Toneelgroep Centrum, il Nieuwe Komedie, il Nationale Toneel, il Toneel Speelt in Regio Theater Zaandam. Block è anche un doppiatore del film di animazione, tra cui Il gobbo di Notre Dame, Tarzan, Stuart Little 2 e Shrek 2. Narratore nel tour audio del Palazzo di Het Loo, è stato sposato con la scrittrice e giornalista Maria Goos, che ha incontrato a scuola di recitazione e con cui ha avuto due figlie. Nel 2013 il matrimonio è stato sciolto. Nel marzo 2014 è stato annunciato che Blok ha una relazione con la collega Tjitske Reidinga, che ha incontrato durante le riprese di De verbouwing.

## Filmografia

### Cinema
- Caught, regia di James F. Collier (1987)
- Krokodillen in Amsterdam, regia di Annette Apon (1990)
- Rooksporen, regia di Frans van de Staak (1992)
- Il vestito (De jurk), regia di Alex van Warmerdam (1996)
- Madelief: Krassen in het tafelblad, regia di Ineke Houtman (1998)
- Klem in de draaideur, regia di Peter de Baan (2003)
- Onder controle, regia di Arno Dierickx (2004)
- In Oranje, regia di Joram Lürsen (2004)
- Stille Nacht, regia di Ineke Houtman (2004)
- Leef!, regia di Willem van de Sande Bakhuyzen e Jean van de Velde (2005)
- Black Book (Zwartboek), regia di Paul Verhoeven (2006)
- Alles is liefde, regia di Joram Lürsen (2007)
- Gewoon Praten, regia di Beer ten Kate (2009)
- Making Of, regia di Thijs Bayens (2011)
- De verbouwing, regia di Will Koopman (2012)
- Steekspel, regia di Paul Verhoeven (2012)
- Klem, regia di Mathijs Geijskes (2015) - cortometraggio
- Riphagen, regia di Pieter Kuijpers (2016)

### Serie televisive
- 1988 - Medisch Centrum West - Edward Benning (1988)
- 1993 - Pleidooi - Cas Heystee (1993-1995)
- 1998 - Oud Geld - Bram
- 1999 - De Daltons - Vader (1999-2000)
- 2000 - Russen: Blind vertrouwen - Weistra
- 2002 - Baantjer: De Cock en de moord om het woord - Simon
- 2006 - Evelien - Harko van Brakem
- 2007 - De Daltons: 7 jaar later - Vader (2007-2008)
- 2011 - In therapie (seizoen 2) - Jonathan Franke
- 2012 - Lijn 32 - Klaas Kroon
- 2012 - Moeder, ik wil bij de Revue - Gerrit van Woerkom
- 2013 - Volgens Robert - Robert Finkelstein, tevens co-auteur scenario (met Maria Goos)
- 2013 - Penoza (seizoen 3) - Van Zon

### Doppiatore
- 1995 - Pocahontas - John Smith
- 1996 - De Klokkenluider van de Notre Dame - Phoebus
- 1998 - Pocahontas II: Reis naar een Nieuwe Wereld - John Smith
- 1999 - Tarzan - Tarzan
- 2001 - De Klokkenluider van de Notre Dame II - Phoebus
- 2002 - Stuart Little 2 - Frederik Little
- 2004 - Shrek 2 - Shrek
- 2007 - Shrek de Derd
- 2010 - Shrek voor Eeuwig en Altijd - Shrek Musicals [bewerken] (2013-heden) - Hij Gelooft in Mij - Jan van Galen